# Aiguille d'Orny
Aiguille d'Orny är en bergstopp i Schweiz. Den ligger i distriktet Entremont och kantonen Valais, i den sydvästra delen av landet, 110 km söder om huvudstaden Bern. Toppen på Aiguille d'Orny är 3 149 meter över havet.